# قصعين بوشناني
قصعين بوشناني (الاسم العلمي:Salvia buchananii) هو نوع من النباتات يتبع جنس القصعين من الفصيلة الشفوية.